# Vitense
Vitense (pol. Wicięże) – dzielnica miasta Rehna w Niemczech, w kraju związkowym Meklemburgia-Pomorze Przednie, w powiecie Nordwestmecklenburg, w związku gmin Rehna. Do 24 maja 2014 samodzielna gmina.